# Улица Геворга Кочара (Ереван)
Улица Геворга Кочара (арм. Գևորգ Քոչարի փողոց) — улица в Ереване (Республика Армения). Находится в центральной части города (район Кентрон). Соединяет улицу Корюна с улицей Исаакяна. Одна из самых коротких (200 м) улиц центральной части Еревана. Рекомендуемый туристический маршрут.
Носит имя армянского архитектора, заслуженного деятеля искусств Республики Армения, Геворга Кочара.

## Объекты
На улице Геворга Кочара расположено здание Центрального избирательного комитета Республики Армения, парк Московян (Московский парк), на пешеходной части установлены несколько скульптур, частично их сооружение была профинансировано на собранные общественностью средства. У пересечения улиц Геворга Кочара и Исаакяна расположен Драматический театр имени Рачьи Капланяна.

## Транспорт
Улица является пешеходно-транспортной, двухполосной односторонней для транспортных средств. Хотя по улице не проходят маршруты городского транспорта, однако пересечение с улицей Исаакяна находится в 230 метрах от станции метро Еритасардакан.

## История
В советское время по улице ходил трамвай.
В ноябре 2007 года на улице открыт памятник игроку в нарды

## Галерея

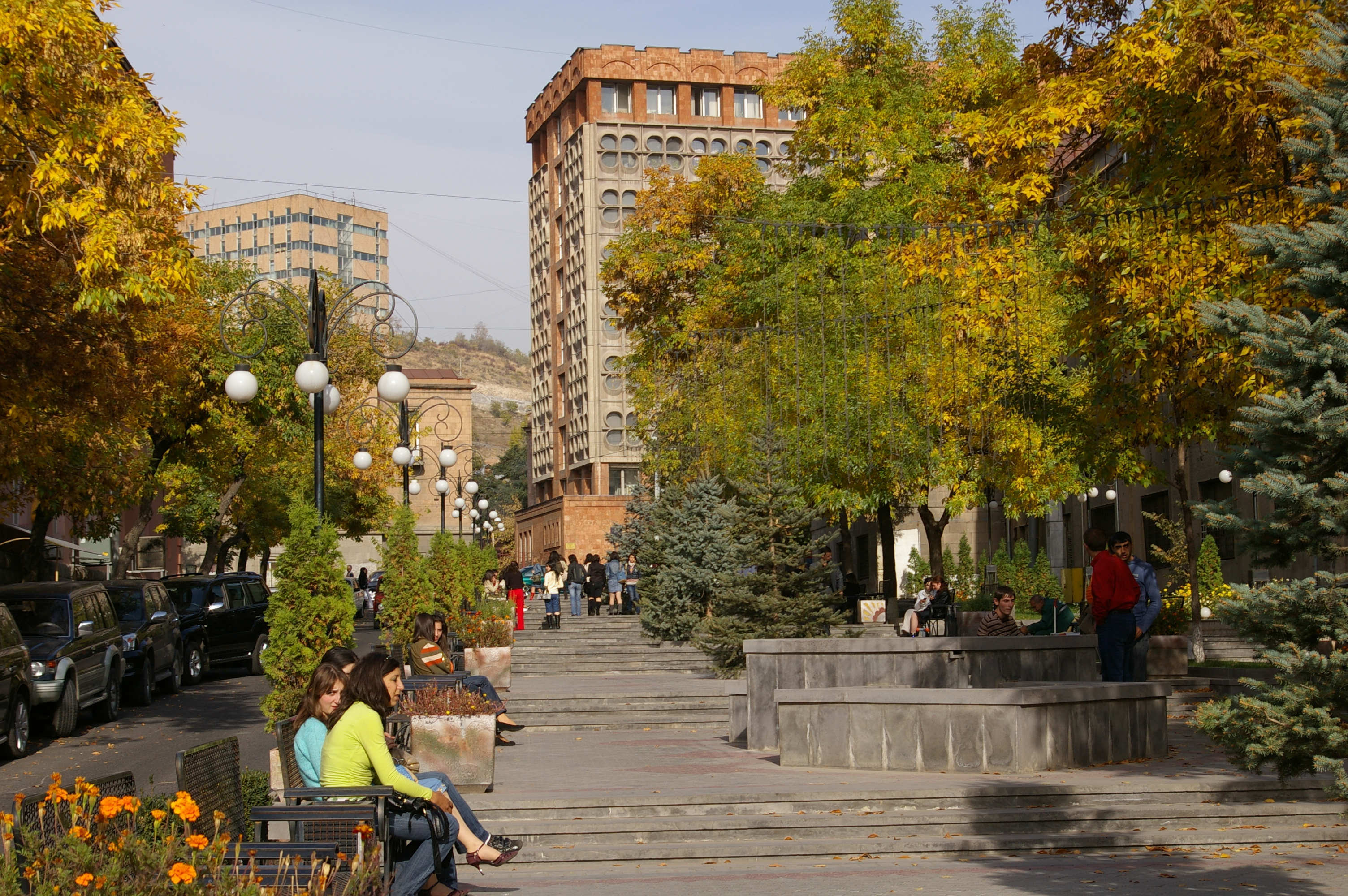
Московский парк на улице Геворга Кочара
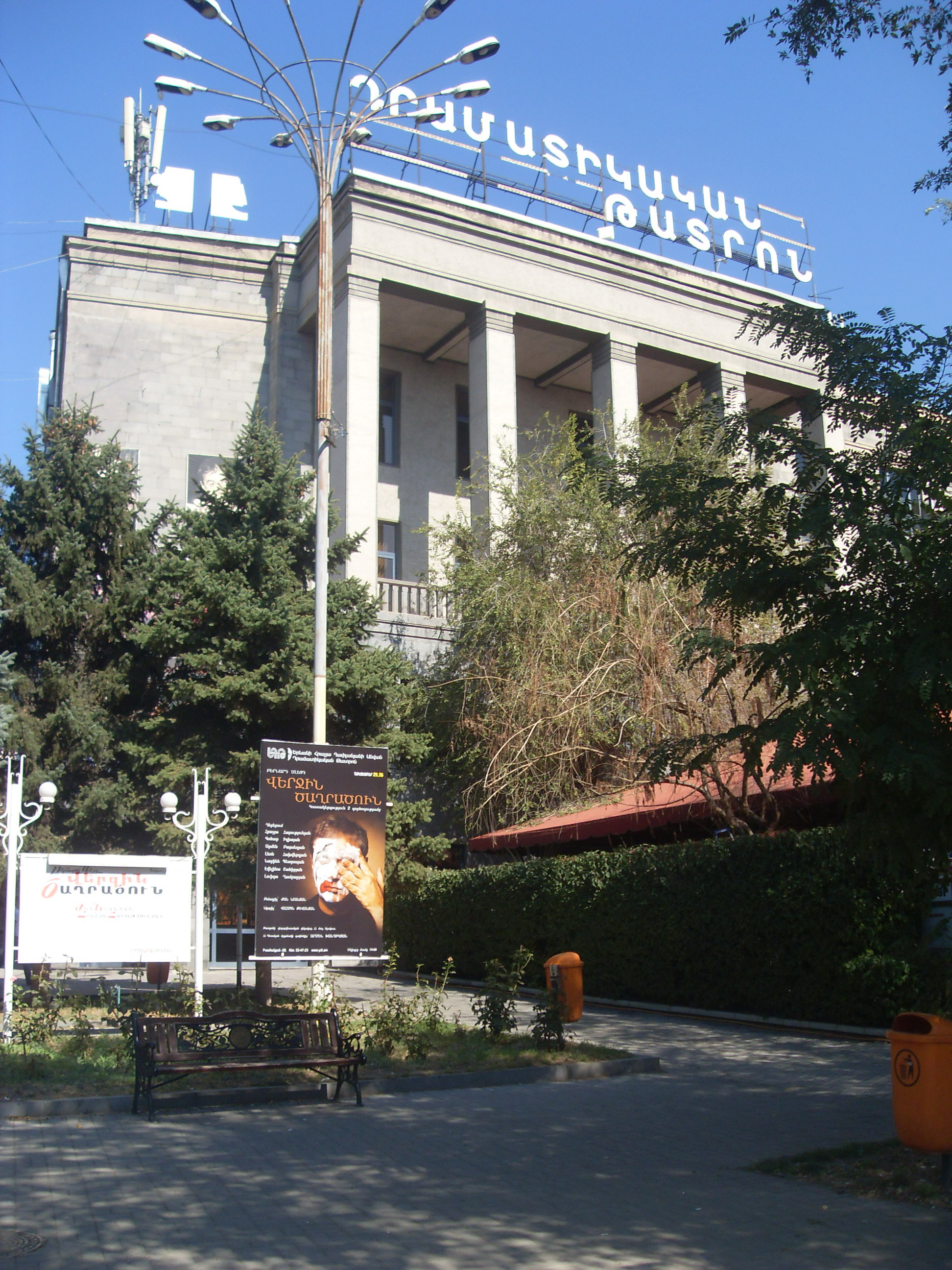
Драматический театр имени Грачьи Капланяна
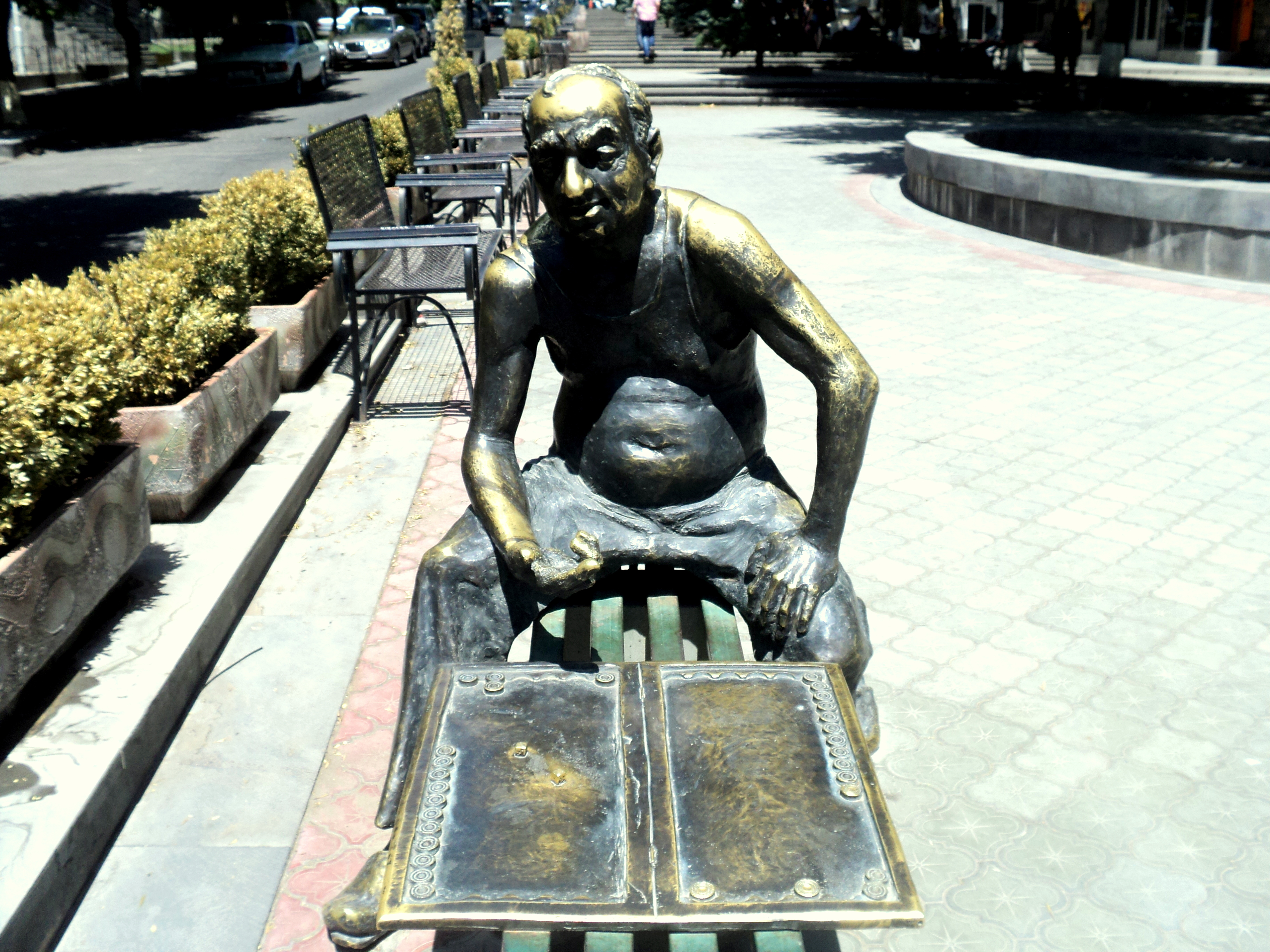
скульптура «Игрок в нарды»
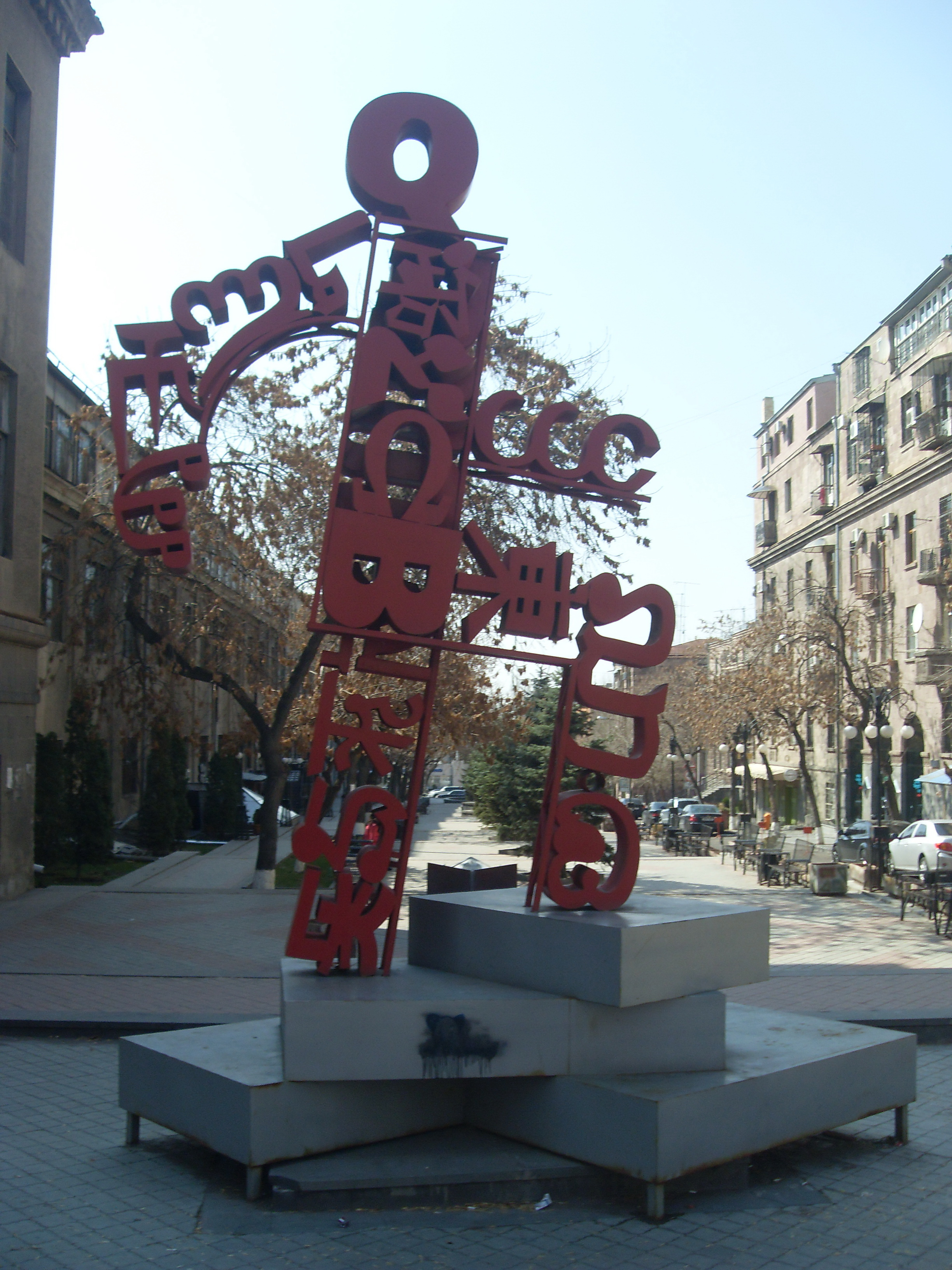
Скульптура «Забронируй свое будущее»
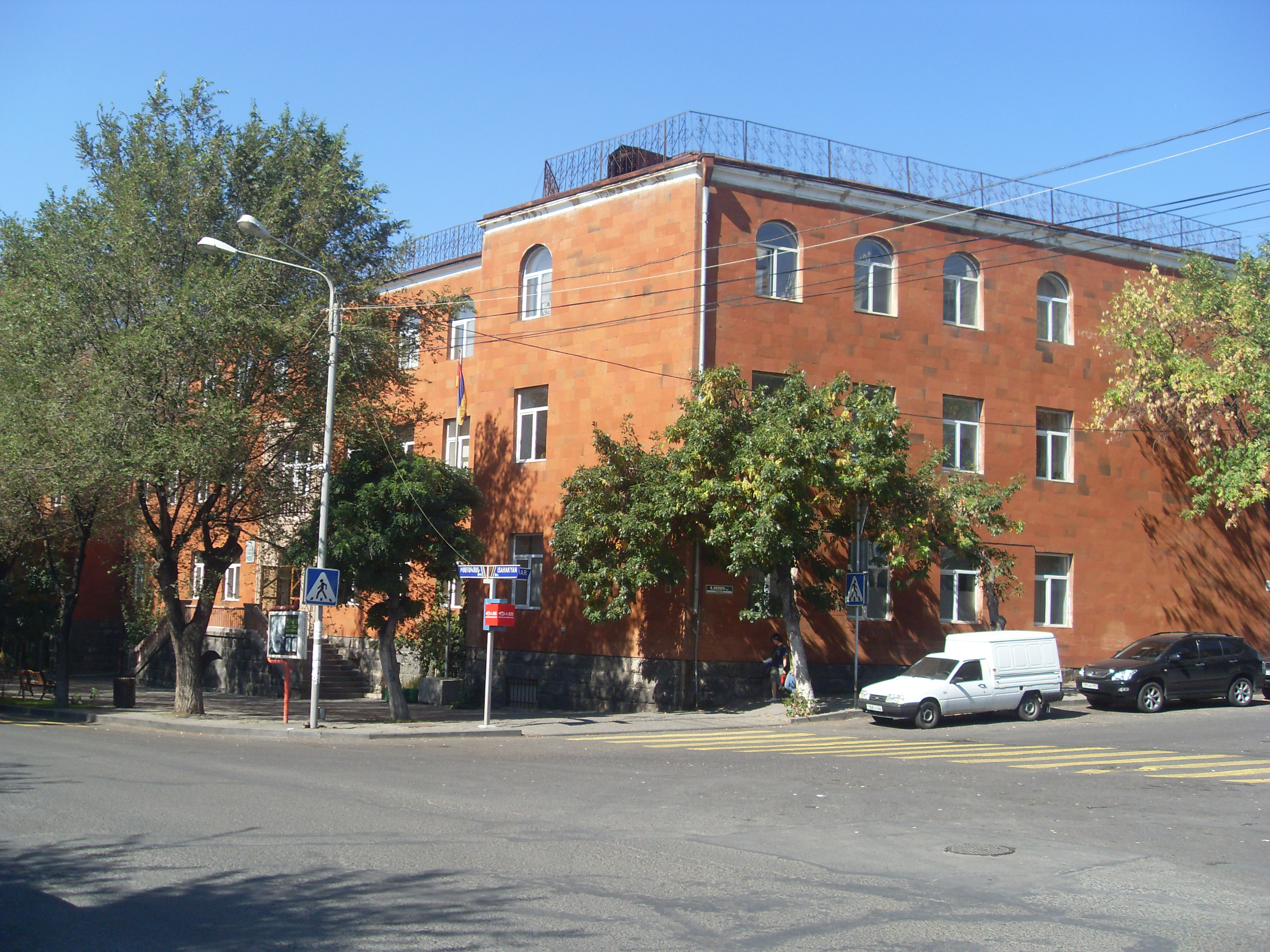
Перекресток улиц Г. Кочара и Исаакяна